# Герб Котельничского района
Герб муниципального образования «Котельничский район» — опознавательно-правовой знак, составленный и употребляемый в соответствии с правилами геральдики, служащий символом муниципального района «Котельничский район» Кировской области Российской Федерации.

## Описание герба
Описание герба:
В зелёном поле золотая ветряная мельница о шести крыльях. В вольной части — герб Кировской области.

## Обоснование символики
Обоснование символики:
Герб Котельничского района представляет собой зёленый геральдический щит, на котором изображена золотая ветряная шестикрылая мельница, являющаяся отличительной особенностью Котельничского района и символом крестьянского трудолюбия. Котельничский уезд славился обилием мельниц в Вятской губернии, что подтверждают народные пословицы:
«В Котельниче три мельницы водянича, паровича, ветрянича».
«В Вятке — калачи по пятке, в Орлове — по корове, в Котельниче — по мельниче».
Основное занятие крестьян было земледелие и сегодня Котельничский район является одним из крупных сельскохозяйственных районов Кировской области. В верхнем углу щита, слева от зрителя, в четырёхугольном пространстве воспроизведена символика герба Кировской области.

## История создания
- 16 июля 1998 — герб района утверждён решением Котельничской районной Думы[1].

- Герб Котельничского района включён в Государственный геральдический регистр Российской Федерации под № 1325[2].